# Synagoge (Orla)
Koordinaten: 52° 42′ 23″ N, 23° 19′ 59″ O

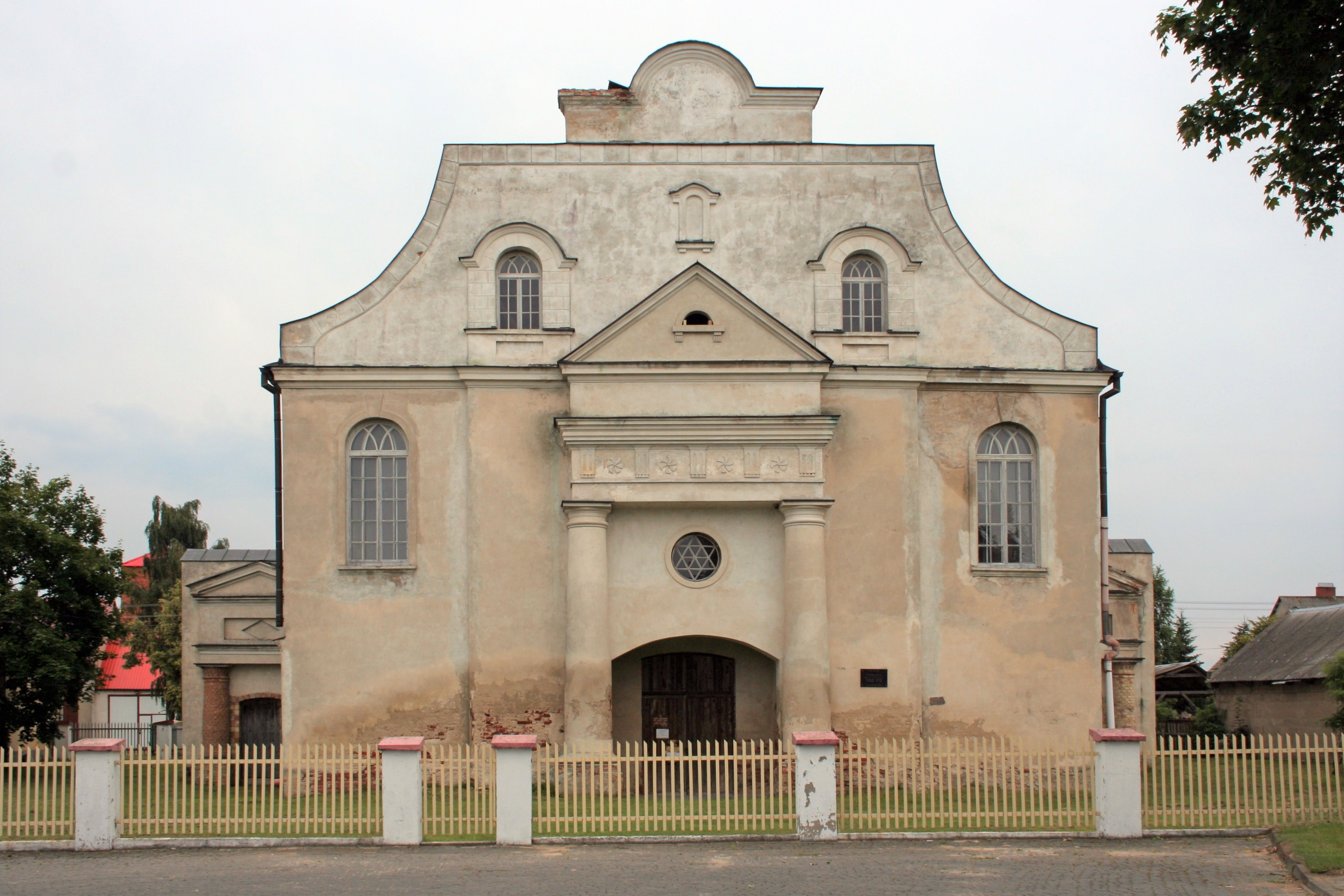
Synagoge in Orla (2009)

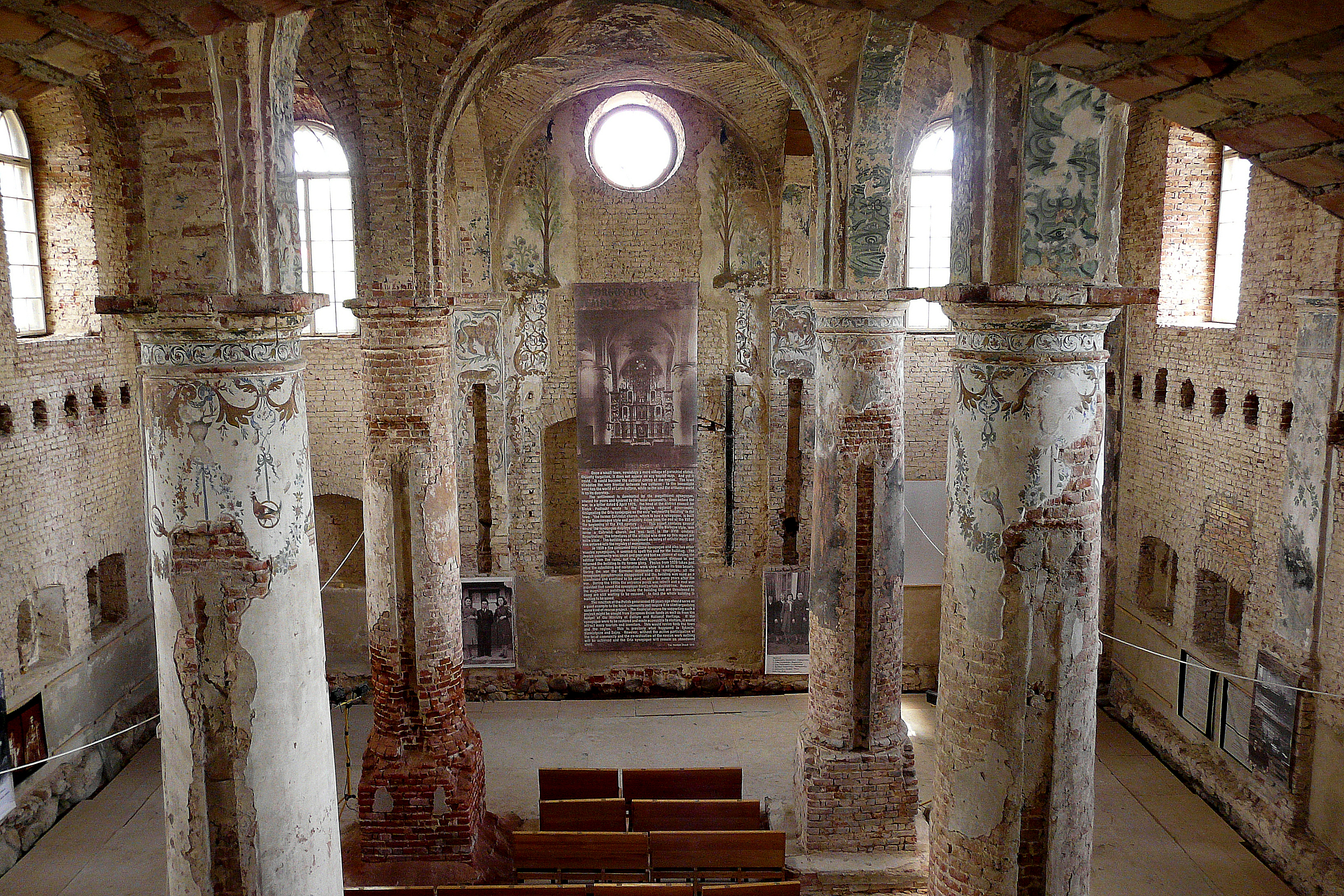
Innenansicht

Die Synagoge in Orla, einer polnischen Stadt im Powiat Bielski der Woiwodschaft Podlachien, wurde 1754 errichtet. Die profanierte Synagoge im Stil des Klassizismus ist ein geschütztes Kulturdenkmal.
Die Synagoge wurde zu Beginn des 19. Jahrhunderts umgebaut und nach einem Brand im Jahre 1878 renoviert. Im Ersten Weltkrieg wurde sie als Lazarett genutzt und 1938 nach einem neuerlichen Brand wieder aufgebaut. 1939 wurde sie im Zweiten Weltkrieg beschädigt und während des Krieges als Lager und danach teilweise als Schafstall zweckentfremdet.
Das außen renovierte Synagogengebäude wurde in den 1980er Jahren renoviert und wird heute manchmal für Ausstellungen genutzt.
Die Hauptfassade weist einen dreieckigen Giebel mit einem Fries auf, der von zwei Säulen getragen wird. Über der schmalen Eingangsöffnung befand sich früher eine hebräische Inschrift: „Wie furchtbar ist dieser Ort! Hier ist nichts Geringeres als das Haus Gottes.“ (Gen 28,17 )